# IsoHunt
isoHunt è un motore di ricerca di file torrent, fondato nel gennaio 2003 da Gary Fung, un cittadino canadese. Il nome "isoHunt" deriva dal termine "immagine ISO", usato per descrivere il processo di copia 1:1 di un disco ottico (solitamente un CD o un DVD).
Oltre al motore di ricerca principale, nel sito era presente anche un forum e la possibilità di registrarsi.

## Chiusura
Il 23 ottobre 2013 isoHunt annuncia di voler chiudere definitivamente. Dopo anni di battaglie legali contro la MPAA sulla violazione del copyright, isoHunt accetta un accordo.
Secondo i termini di questo accordo, isoHunt deve chiudere il proprio sito principale e altri tre che reindirizzavano allo stesso (Podtropolis, TorrentBox e Edtk-it.com). Fung accetta anche di pagare 110 milioni di dollari di danni. Fino alla chiusura conteneva approssimativamente 14.4 petabytes di files scaricabili (dati del 13 giugno 2012).
Dopo la chiusura del sito originale, un gruppo del tutto indipendente da Gary Fung ha aperto il portale isohunt.to, con la stessa veste grafica del predecessore isohunt.com. Quando è stato messo in rete, il nuovo isoHunt aveva circa il 75% dei contenuti dell'originale al momento della chiusura.

## Riapertura
IsoHunt è stato riaperto nel 2012-13. Il nuovo indirizzo web è isohunt.to e ha sostituito definitivamente il sito precedente.